# Jean-Baptiste Kiéthéga
Jean-Baptiste Kiéthéga (Yako, 10 mei 1947) is een archeoloog en geschiedkundige uit Burkina Faso. Hij is hoogleraar aan de universiteit van Ouagadougou, de hoofdstad van het land. Hij behoort tot de eerste generatie wetenschappers van West-Afrika die op hun vakgebied onderzoek en publicaties verrichtten op een wetenschappelijk niveau.

## Levensloop
Na zijn schooltijd in Toma (Sourou) en later het lyceum in Koudougou slaagde hij in 1967 in de laatste stad in een bachelorgraad. Hij vervolgde zijn studie in Dakar, Senegal, en vervolgens ging hij voor vervolgstudie in archeologie en geschiedenis naar de universiteit van Sorbonne in Parijs.
Hij bekleedde tussendoor verschillende nevenfuncties. Hij was onder meer:
- Secretaris-generaal van de directie voor wetenschappelijk onderzoek en technologie (1981-83)
- Afdelingshoofd van de afdeling geschiedenis en archeologie (1983-85)
- Voorzitter van de commissie van het doctoraalprogramma van de afdeling voor geschiedenis en archeologie (1998)

Hij werkte succesvol aan de vooruitgang van de geschiedkundige en archeologische wetenschap in West-Afrika. Toen hij in 1998 in de loop van zijn carrière al werd onderscheiden met een Prins Claus Prijs, werd hij gepresenteerd als iemand uit "de eerste generatie van West-Afrikaanse archeologen". Rond die tijd had hij inmiddels 40 academici in deze vakken opgeleid. Ook zorgde hij ervoor dat de onderzoeksgegevens vanuit de universiteit beschikbaar werden gesteld aan andere onderzoeksinstituten en musea, wat hem veel waardering buiten eigen land opleverde.
In 2005 werd hij benoemd tot professor aan de universiteit van Ouagadougou. In 2007 begon hij met een onderzoek naar de verdwenen wapenvoorraden van het Franse koloniale leger tijdens de neergeslagen opstanden van 1913 en 1916 in de regio Bwaba.